# 波埃鎮區 (愛荷華州靈戈爾德縣)
波埃鎮區（英語：Poe Township）是位於美國愛荷華州靈戈爾德縣的一個行政鎮區。

## 地方資料
根據2010年美國人口普查的數據，波埃鎮區的面積為87.75平方千米，當中陸地面積為87.28平方千米，而水域面積為0.47平方千米。當地共有人口169人，而人口密度為每平方千米1.93人。